# Sasanka otwarta
Sasanka otwarta, sasanka dzwonkowata (Pulsatilla patens (L.) Mill.) – gatunek rośliny należący do rodziny jaskrowatych. 

## Rozmieszczenie geograficzne
Występuje wokół bieguna w Ameryce Północnej, Azji i Europie. Tylko w Europie Wschodniej ma zwarty zasięg sięgający mniej więcej granic Polski, poza tym występuje na rozproszonych stanowiskach w Rumunii, na Węgrzech, w Czechach, Polsce, Niemczech i w Skandynawii. W Polsce w stanie dzikim jest rzadka i jej ilość zmniejsza się w ostatnich latach. Występuje tylko na niżu i w pasie wyżyn, dawniej było kilka jej stanowisk w Pieninach i Rogoźniku na Podhalu, ale wyginęła na tych stanowiskach.

## Morfologia

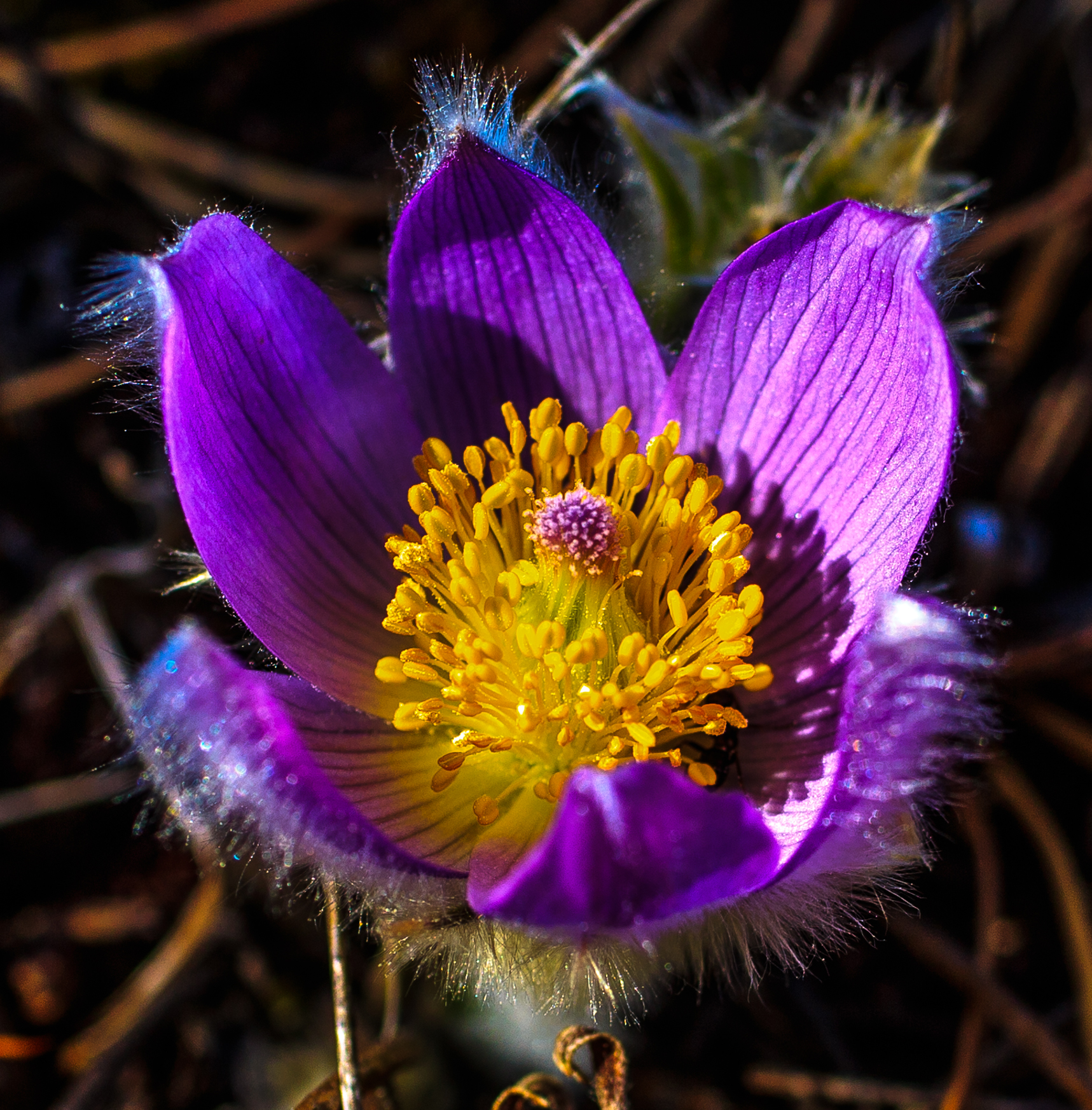
Kwiat

ŁodygaSilnie owłosiona długimi białymi włoskami, wzniesiona, o wysokości 10–20 cm. W czasie dojrzewania owoców wydłuża się do 35 cm.
Liście5–12 liści odziomkowych, na długich, pochwiasto rozszerzonych ogonkach. Są one dłoniasto-trójsieczne, a ich odcinki 2-rzędu są zakończone pojedynczymi ząbkami o lancetowatym kształcie. Rozwijają się później niż głąbik. Pod kwiatami posiada jeszcze trzy przysadki – siedzące listki podzielone na równowąskie łatki. Są one owłosione podobnie, jak łodyga. Na zimę obumierają.
KwiatDzwonkowate, pojedyncze kwiaty o długości 3–6 cm, wyprostowane. W czasie kwitnienia są szeroko otwarte (stąd nazwa gatunkowa rośliny). Okwiat złożony z 6 działek o fioletowo-niebieskim kolorze. Wewnątrz niego liczne słupki i pręciki. Młode pączki są okryte długimi, białymi włosami.
OwocNiełupki z długą pierzastą ością, która pełni rolę aparatu lotnego, nasiona rozsiewane są bowiem przez wiatr. W czasie dojrzewania liczne niełupki tworzą charakterystyczny owoc zbiorowy wyglądający jak puszysta kulka.

## Biologia i ekologia
Bylina, hemikryptofit. Rośnie na świetlistych, suchych zboczach, słonecznych obrzeżach lasów i zarośli. Kwitnie od marca do kwietnia, czasami kwitnienie przedłuża się do czerwca. Ma przedsłupne kwiaty zapylane przez błonkówki. Roślina nie wytwarza nektaru, ale jest chętnie odwiedzana przez owady dokonujące zapylenia krzyżowego, gdyż wytwarza bardzo dużo pyłku. Owoce podczas kiełkowania posiadają zdolność czynnego wnikania do gleby. Wszystkie części rośliny zawierają trującą protoanemoninę. Po wysuszeniu roślina traci własności trujące. W klasyfikacji zbiorowisk roślinnych gatunek wyróżniający dla Ass. Peucedano-Pinetum. Liczba chromosomów 2n = 16.
- Tworzy mieszańce z sasanką łąkową, s. wiosenną i s. zwyczajną[6].

## Zagrożenia i ochrona
Roślina objęta w Polsce ścisłą ochroną gatunkową. Kategorie zagrożenia gatunku:
- Kategoria zagrożenia w Polsce według Czerwonej listy roślin i grzybów Polski (2006)[9]: E (wymierający); 2016: EN (zagrożony)[10].
- Kategoria zagrożenia w Polsce według Polskiej czerwonej księgi roślin (2001): LR (niskiego ryzyka); 2014: EN (zagrożony)[11].
- Objęta jest również dyrektywą siedliskową[12]

Zagrożona jest przez zaorywanie muraw, zrywanie jej kwiatów i przesadzanie całych roślin do ogródków przydomowych.

## Zastosowanie
Jest uprawiana w niektórych krajach jako roślina ozdobna w ogródkach przydomowych, zwłaszcza w ogrodach skalnych. Ozdobna jest również po przekwitnięciu. Uprawiana jest zazwyczaj z nasion, bardzo łatwo rozmnaża się też przez podział rozkrzewionych kęp. Wymaga gleb lekkich i dobrze wapnowanych, stanowiska słonecznego, lub nieco tylko zacienionego. Po kilku latach bryła korzeniowa ulega nadmiernemu zagęszczeniu, należy ją wówczas wykopać i przerzedzić.